# 슈바벤현

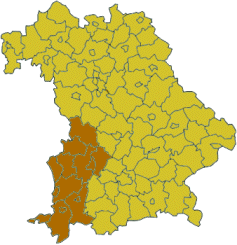
바이에른 주에서 슈바벤 현의 위치

슈바벤현(독일어: Schwaben)은 독일 바이에른주 남서부에 위치한 현(Regierungsbezirk)으로, 면적 9,993.97 km2에 인구 1,789,294(2011)명이 거주하고 있으며, 인구 밀도는 180/km2이다. 또한 현도는 아우크스부르크이다.
바이에른주 서남부에 위치한다. 대부분 도나우강 상류 지역에 해당되며 서남부는 라인강 유역에 속하는 보덴호에 면한다. 역사적으로 슈바벤으로 불린 지역의 일부이며 현재의 현은 1837년 바이에른 왕국 당시 왕국의 한 주로 형성된 것에서 유래한다. 10개 군(Landkreise), 4개 시(Kreisfreie Städte)로 구성되어 있다.

## 하위 행정 구역

### 군(Landkreise)
1. 아이하흐프리트베르크군(Landkreis Aichach-Friedberg)
2. 아우크스부르크군(Landkreis Augsburg)
3. 딜링겐안데어도나우군(Landkreis Dillingen a. d. Donau)
4. 도나우리스군(Landkreis Donau-Ries)
5. 귄츠부르크군(Landkreis Günzburg)
6. 린다우군(Landkreis Lindau (Bodensee))
7. 노이울름군(Landkreis Neu-Ulm)
8. 오버알고이군(Landkreis Oberallgäu)
9. 오스트알고이군(Landkreis Ostallgäu)
10. 운터알고이군(Landkreis Unterallgäu)

### 시(Kreisfreie Städte)
1. 아우크스부르크 시(Augsburg}
2. 카우프보이렌 시(Kaufbeuren)
3. 켐프텐 시(Kempten (Allgäu))
4. 메밍겐 시(Memmingen)